# اولوو (استان اشوی‌داشکسیه)
اولوو (به لهستانی: Ulów) یک منطقهٔ مسکونی در لهستان است که در گمینا باوتوو واقع شده‌است. اولوو ۴۰ نفر جمعیت دارد.